# Coeficient de reinversió
El Coeficient de reinversió és una ràtio financera que mesura quina és la proporció dels seus beneficis que una empresa reinverteix. És per definició el contrari del dividend payout ratio. Generalment les grans empreses madures presenten un coeficient de reinversió reduït perquè retornar els beneficis als accionistes és el millor ús que poden fer dels beneficis, mentre que les empreses petites i en fase d'expansió presenten un coeficient de reinversió molt elevat perquè necessiten reinvertir tots els beneficis que generen per poder continuar creixent. Altrament les empreses madures tindran una apreciació de l'acció moderada, perquè estan en un negoci madur i no es poden esperar taxes d'increment dels seus beneficis futurs, mentre que els accionistes de les empreses en expansió esperen compensar un baix o nul dividend amb una forta revaloració de l'acció.

## Fórmula i exemple
El Coeficient de reinversió s'expressa en forma de percentatge i es calcula com a resta del dividend payout ratio.
{\displaystyle {\mbox{Dividend payout ratio}}={\frac {\mbox{Dividend per acció}}{\mbox{Benefici per acció}}}}
{\displaystyle {\mbox{Coeficient de reinversió}}=1-{\mbox{Dividend payout ratio}}=1-{\frac {\mbox{Dividend per acció}}{\mbox{Benefici per acció}}}}
Si una companyia ha tingut un benefici net de 650.000 €, té 500.000 accions en circulació, i paga un dividend per acció de 0,90 €, aleshores el dividend payout ratio seria del 70%, és a dir, el 70% dels beneficis de l'empresa es paguen als accionistes en forma de dividends i, per tant, només es queden dins l'empresa el 30% restant dels beneficis per a afrontar reinversions a fi de mantenir el negoci madur.
{\displaystyle {\mbox{Coeficient de reinversió}}=1-{\frac {\mbox{0,90}}{\frac {\mbox{650.000}}{\mbox{500.000}}}}=1-{\frac {\mbox{0,90}}{\mbox{1,3}}}=1-0,70=30\%}